# VR-Bank Fläming-Elsterland

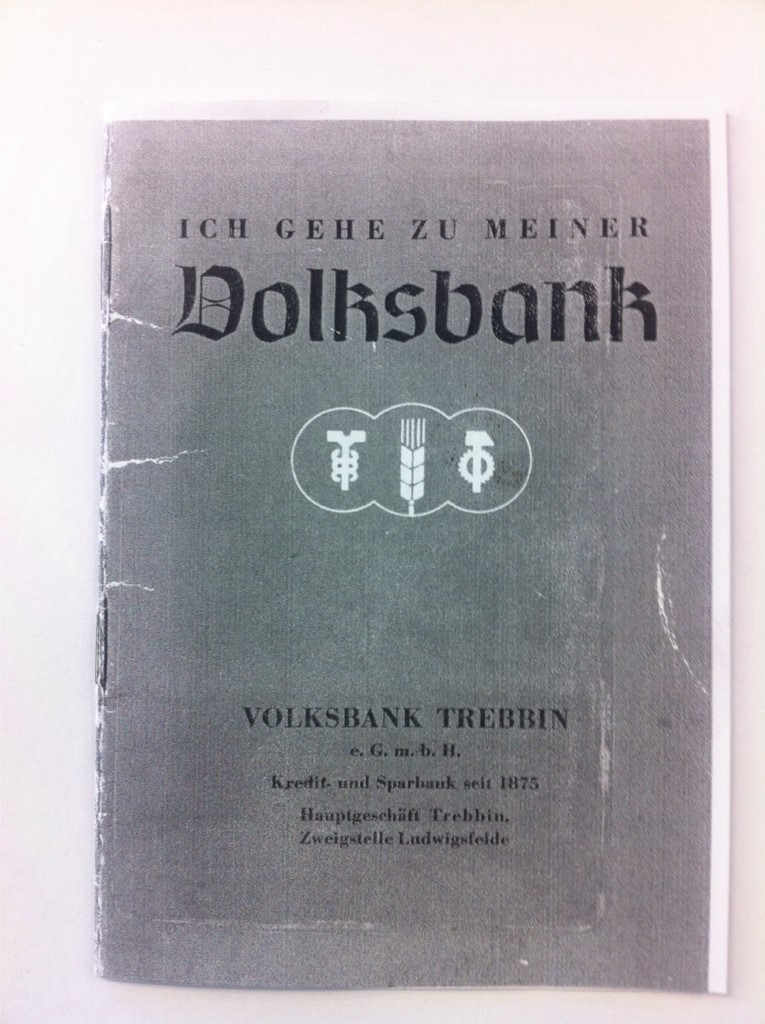
Sparbuch Volksbank Trebbin

Die VR-Bank Fläming-Elsterland eG ist eine deutsche Genossenschaftsbank mit Sitz in der brandenburgischen Kreisstadt Luckenwalde im Landkreis Teltow-Fläming. 

## Geschichte
Die Wurzeln der VR-Bank Fläming-Elsterland eG liegen in verschiedenen Spar- und Darlehnskassen bzw. Sparvereinen des 19. Jahrhunderts. Der älteste Ursprung stammt aus dem Marktbereich Jessen und ist der 1863 gegründete Vorschuß-Verein zu Jessen mit Sitz in Jessen. Im Marktbereich Luckenwalde wurde 1875 die „Vorschußbank zu Trebbin eGmuH“ mit dem Sitz in Trebbin gegründet. In Jessen (Elster) und Trebbin befinden sich heute noch Geschäftsstellen der Bank.
Die heutige VR-Bank Fläming-Elsterland eG entstand im Jahre 2021 aus der Fusion der VR-Bank Fläming eG mit dem Sitz in Luckenwalde mit der Volksbank Elsterland eG mit dem Sitz in Jessen.
Im Jahr 2001 entstand die Volksbank Elsterland eG durch die Fusion der Raiffeisenbank Bad Liebenwerda e.G. mit dem Sitz in Bad Liebenwerda mit der Raiffeisenbank Jessen eG mit dem Sitz in Jessen.
Im gleichen Jahr fusionierte die Volksbank Teltow-Fläming eG mit dem Sitz in Luckenwalde mit der Raiffeisenbank Mittelmark eG mit dem Sitz im damaligen Belzig bereits zur VR-Bank Fläming eG.
Durch die Fusion der Raiffeisenbank Jüterbog e.G. mit dem Sitz in Jüterbog im Jahr 1997 mit der Raiffeisenbank Zossen eG mit dem Sitz in Zossen und der Volksbank Luckenwalde eG mit dem Sitz in Luckenwalde entstand die damalige Volksbank Teltow-Fläming eG.
Die Raiffeisenbank Mittelmark eG entstand im Jahr 1999 aus der Fusion der Raiffeisenbank Belzig eG mit Sitz in Belzig und der Raiffeisenbank Werder/Havel e.G. mit dem Sitz in Werder (Havel). Die Raiffeisenbank Belzig eG fusionierte 1990 mit der Raiffeisenbank e.G. Brück mit dem Sitz in Brück und der Raiffeisengenossenschaft Wiesenburg eG (Bank) mit dem Sitz in Wiesenburg.

## Rechtsverhältnisse
Die VR-Bank Fläming-Elsterland eG ist im Genossenschaftsregister beim Amtsgericht Potsdam unter GnR 270 eingetragen.

## Organisationsstruktur
Rechtsgrundlagen sind das Genossenschaftsgesetz und die durch die Vertreterversammlung beschlossene Satzung. Organe der Bank sind der Vorstand, der Aufsichtsrat und die Vertreterversammlung.
Das operative Geschäft leitet der Vorstand, der durch den Aufsichtsrat überwacht wird. Die Vertreterversammlung entscheidet über die Feststellung des Jahresabschlusses, die Gewinnverwendung und weitere wesentliche Belange der Genossenschaft. Die Mitglieder wählen ihre Vertreter aus den eigenen Reihen. Jedes Mitglied hat dabei unabhängig von der Anzahl der gehaltenen Geschäftsanteile eine Stimme.

## Sicherungseinrichtung
Die VR-Bank Fläming-Elsterland eG ist der amtlich anerkannten Sicherungseinrichtung des Bundesverbandes der Deutschen Volksbanken und Raiffeisenbanken GmbH und der zusätzlichen freiwilligen Sicherungseinrichtung des Bundesverbandes der Deutschen Volksbanken und Raiffeisenbanken e.V. angeschlossen.

## Geschäftsausrichtung
Die VR-Bank Fläming-Elsterland eG betreibt das Universalbankgeschäft für Privat- und Geschäftskunden. Im Verbundgeschäft arbeitet sie mit der DZ Bank, R+V Versicherung, Bausparkasse Schwäbisch Hall, Teambank, VR Smart Finanz, DZ Hyp und der Union Investment zusammen.

## Ausbildung
Die VR-Bank Fläming-Elsterland eG bietet die Berufsausbildung zur Bankkauffrau / zum Bankkaufmann an. Diese wird durch zusätzliche Bildungsmaßnahmen unterstützt. 

## Gesellschaftliches Engagement
Die VR-Bank Fläming-Elsterland eG setzt sich in ihrem Geschäftsgebiet für soziale und kulturelle Belange ein. Sie führt verschiedene Wettbewerbe wie bspw. „jugend creativ“ und den „VR-Bank Fläming CUP“ durch und unterstützt Vereine mit Geld- bzw. Sachspenden. Zweimal jährlich bietet die Bank regionalen Berufskünstlern die Möglichkeit, ihre Werke im Schulze-Delitzsch-Haus in Luckenwalde zu präsentieren. Unter dem Motto „VRmobil – Wir bringen Norddeutschland in Bewegung“ unterstützt das Kreditinstitut seit 2007 die Tätigkeit von gemeinnützigen Vereinen und Institutionen durch finanzielle Unterstützung bei der Anschaffung von Fahrzeugen für deren tägliche Arbeit.

## Geschäftsgebiet
Das Geschäftsgebiet liegt im Westen des Landkreises Teltow-Fläming, im Landkreis Potsdam-Mittelmark, in der brandenburgischen Landeshauptstadt Potsdam, im Süden des Landkreises Elbe-Elster sowie im Osten des Landkreises Wittenberg in Sachsen-Anhalt.
An diesen Orten betreibt die Bank Filialen:
- Luckenwalde (Hauptstelle, jur. Sitz)
- Bad Belzig (Geschäftsstelle)
- Jessen (Geschäftsstelle)
- Brück (Geschäftsstelle)
- Jüterbog (Geschäftsstelle)
- Werder (Havel) (Geschäftsstelle)
- Bad Liebenwerda (Geschäftsstelle)
- Bornim (Geschäftsstelle)
- Trebbin (Geschäftsstelle)
- Elsterwerda (Geschäftsstelle)
- Ludwigsfelde (Geschäftsstelle)
- Zossen (Geschäftsstelle)